# Cimetière de Roubaix
Le Cimetière de Roubaix est situé au bord du Canal de Roubaix, à Roubaix. Mis en service en 1849, de nombreux industriels, hommes politiques et artistes qui ont fait la renommée de la ville y reposent. Ce cimetière fait partie des 73 000 cimetières répertoriés dans lesquels reposent des soldats du Commonwealth.

## Situation et accès
Trois entrées permettent d'accéder à l'intérieur du cimetière :
1. L'entrée principale, située 1 place Chaptal, donnant sur la Grande Rue.
2. L'entrée de la rue Ampère, est desservie par les lignes de bus Ilévia L8 et L4.
3. L'entrée de la rue du Cartigny, est desservie par les lignes de bus Ilévia L8 et CIT5 et 33.

## Origine du nom
Le cimetière porte le nom de cimetière de Roubaix depuis sa création.

## Historique

### Fief de la Bourde

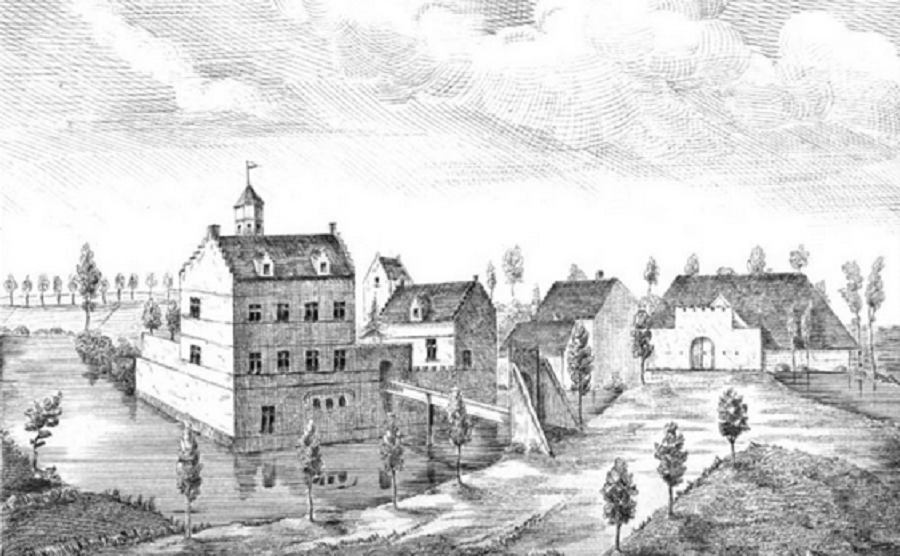
Le château de la Bourde à Roubaix en 1641, dessin d'Antoine Sandérus.

Le fief de la Bourde qui est tenu de la seigneurie de Roubaix et qui comprend 10 bonniers, est situé aux confins de Roubaix, entre Wattrelos, les terres de la Grande Vigne et de la Havrerie. En 1621, Le fief de la Bourde consiste en un manoir avec cense, jardins, chemins, issues, fossés, eaux et terres à labour.
On trouve successivement comme propriétaire, Bouchard de la Bourde en 1269 (homme de fief du Seigneur de Roubaix), Jacques du Bos en 1391, Pierrars du Bos (bailli de Roubaix de 1428 à 1441) en 1401, puis les familles Coene, Dragon, de la Vitche, de Croix, Van Hurne, de Schooren. En 1740, Jacques Adrien Frasneau d’ Hyon, vicomte de Cantelen, en payait le relief. Le fief de la Bourde disparait en 1899, remplacé par le cimetière de Roubaix.

### Construction et agrandissements

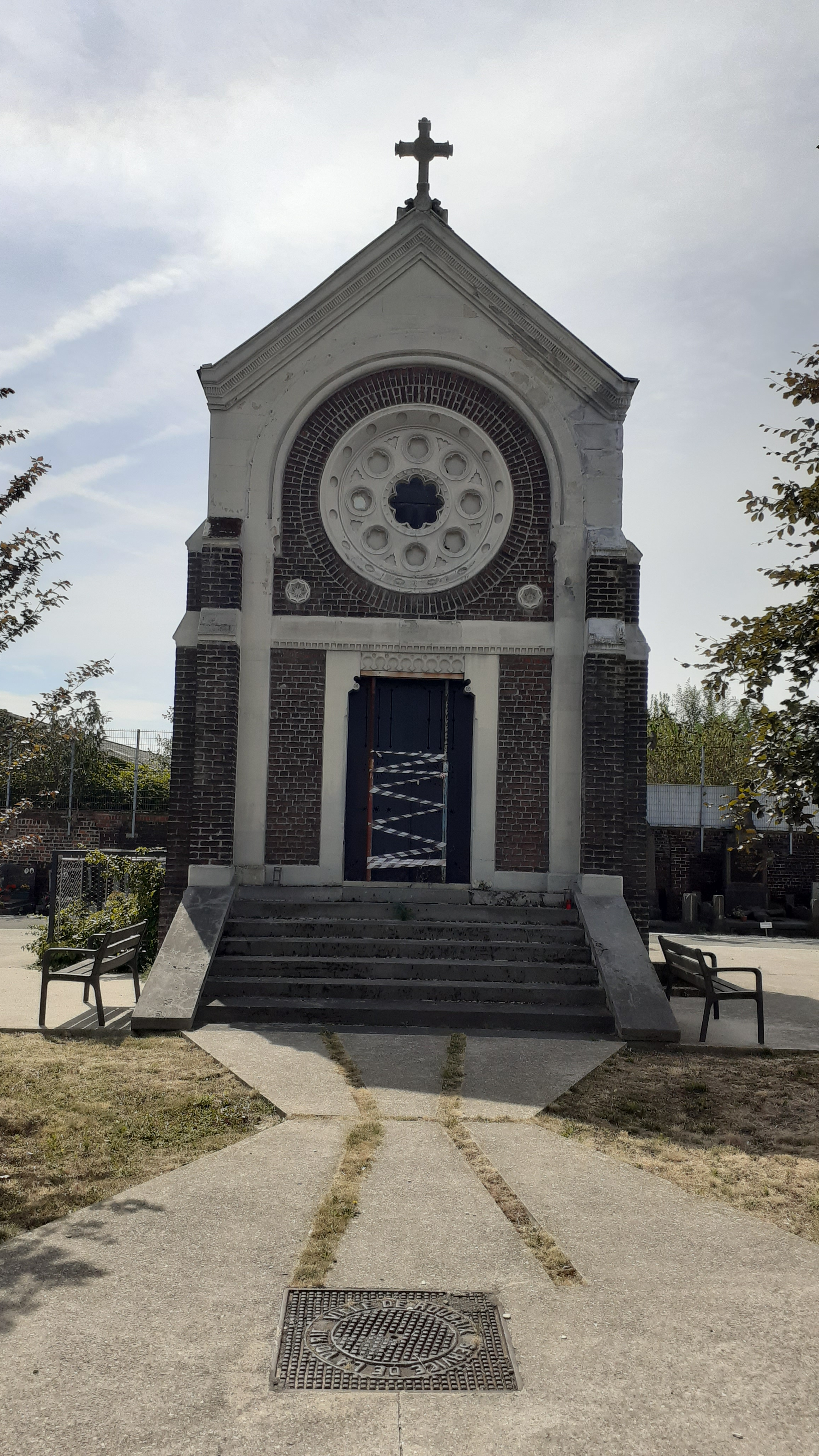
Chapelle de cérémonie du cimetière de Roubaix.

Le premier cimetière de Roubaix entoure l’Église Saint-Martin qui elle, contient les tombes des personnalités illustres de la ville. En temps d’épidémie, les inhumations se font éloignées du centre de la ville car en 1669, les magistrats de Roubaix font construire dans un champ de la ville qui conserva le nom d'Epidem, un asile pour pestiférés et un cimetière pour ceux qui succombent de la maladie.
Une ordonnance royale du 10 mars 1776 concernant les inhumations, interdisant l’inhumation dans et autour des lieux de culte, impose aux communes de déplacer leur cimetière en périphérie. Le 25 février 1777, le premier magistrat de la ville de Roubaix, décide de la création d'un cimetière sur un terrain de l'hospice de Roubaix puis de la suppression du cimetière de l'église. mais faute de bénédiction du nouvel emplacement, la ville de roubaix continue d'inhumer autour de l'église Saint-Martin.
En 1796, Floris Marie Joseph Delaoutre, futur maire de Roubaix, fait don à la commune de Roubaix, d’un terrain situé dans la Cense de Beaurewart. Sur ce terrain, au lieu-dit Champ de Beaurewart, le long du chemin (actuelle rue de Valmy) qui conduit au Fief de la Potennerie, débutent le 23 avril 1796, les premières inhumations du second cimetière de Roubaix. En 1807, un architecte déclare qu'il n'est plus possible d'inhumer dans ce cimetière et en mai 1809, la municipalité décide d’acquérir un terrain appartenant à l'hospice de Roubaix pour permettre la construction du troisième cimetière. Ce terrain est situé au Hameau du Fresnoy (actuelle École nationale supérieure des arts et industries textiles). Ce nouveau cimetière dit du Fresnoy, est bénie le 29 juillet 1810.
La population ayant quadruplée, la municipalité décide de construire un nouveau cimetière et lors d'une séance extraordinaire du conseil municipal présidé par Vincent Decarne le 2 octobre 1848, est présenté le rapport d'élaboration d'un nouveau cimetière. Le conseil municipal décide de construire le nouveau cimetière sur le bord du canal de Roubaix qui relie l'Escaut à la Deûle, sur des champs proches du Fief de la Bourde, limitrophe de Wattrelos. La municipalité achète le 15 avril 1849, des terrains pour y faire construire l’entrée et ensuite les quatre premiers carrés. Le 1er janvier 1850, les corps du cimetière du Fresnoy, sont translatés dans le nouveau cimetière. Le 6 octobre 1853, la municipalité achète le cinquième et sixième carré puis le 31 aout 1855, les quatre carrés suivants. Trois types d'inhumation sont prévus : dans des fosses communes, dans des concessions à temps limité autour et enfin dans des monuments plus prestigieux de type chapelle.
Pour agrandir le cimetière, la ville de Roubaix achète le 2 octobre 1872, des terres du Fief de la Bourde au comte de Lannoy. Le cimetière possède un logement de fonction qui est occupé par Henri Dillies qui occupe les postes de sonneur, fossoyeur et gardien. Le 31 janvier 1899, la ville achète les dernières terres du Fief de la Bourde aux héritiers du comte de Lannoy et de ce fait, le Fief de la Bourde ainsi que son château, disparaissent. Le nom de hameau de la Bourde est resté et la ferme de la Bourde se trouve désormais sur le territoire de Wattrelos. Pour permettre l'agrandissement du cimetière vers la rue du Cartigny, on rase fin 1932 les maisons du Bas quartier où se trouve notamment l'ancien hirondellier de Jean Desbouvrie.

## Religion
Le décret du 23 prairial de l'an XII (1804) de Napoléon Ier fixe les questions relatives à l'organisation des cimetières et des funérailles. Les communes ont l'obligation de créer un cimetière spécialement affecté à chaque culte ou d'affecter à chaque culte une partie du cimetière. La loi du 14 novembre 1881 abroge cet article 15 du décret du 23 prairial de l'an XII, ce qui conduit à l'interdiction des carrés confessionnels. Au cimetière de Roubaix, il existe un carré musulman.

## Les chapelles
Le cimetière compte 316 chapelles, construites en pierre de Soignies qui font partie de la volonté des grandes familles de l’industrie roubaisienne d’affirmer leur réussite et leur puissance pour la postérité. Parmi les chapelles, on trouve une pleureuse nommée La Douleur qui orne la tombe de Dubroeucq-Chevaucherie (Georges Joseph Dubroeucq et Aline Joseph Chevaucherie) et qui est l’œuvre de Carlo Sarrabezolles. Les chapelles du cimetière de Roubaix se composent en trois types.
Premier type : construction simple. Souvent de taille modeste, elles se caractérisent par des façades peu travaillées, des éléments de second-œuvre de moyenne facture et des décorations intérieures très sommaires (décor de surface et représentation de la vie des défunts).
Deuxième type : modèles composés. De tailles variables, elles se caractérisent par des façades composées à partir d’éléments-types (fronton, piédroits, façades latérales, vitraux et ferronneries), des éléments de second-œuvre de facture intéressante, voire remarquable de façon ponctuelle, de référence claire à un style architectural (néoclassique, néogothique, etc.), d'éléments décoratifs rapportés pour renforcer le style (bacs plantés et pinacles) et de décorations intérieures élaborées, étendues sur les 3 côtés principaux et parfois le plafond (décor de surface peint, représentation de la vie des défunts et autres décors).
Troisième type : œuvres uniques. Généralement de grandes tailles, elles se caractérisent par des façades dessinées dans un style éclectique ou présentant une typologie particulière, des éléments de second-œuvre de belle facture, une richesse des ornements venant renforcer un caractère monumental et des décorations intérieures élaborées, étendues sur l’ensemble des surfaces (décor de surface, représentation de la vie des défunts, sol mosaïque, sculptures et mobilier remarquable).

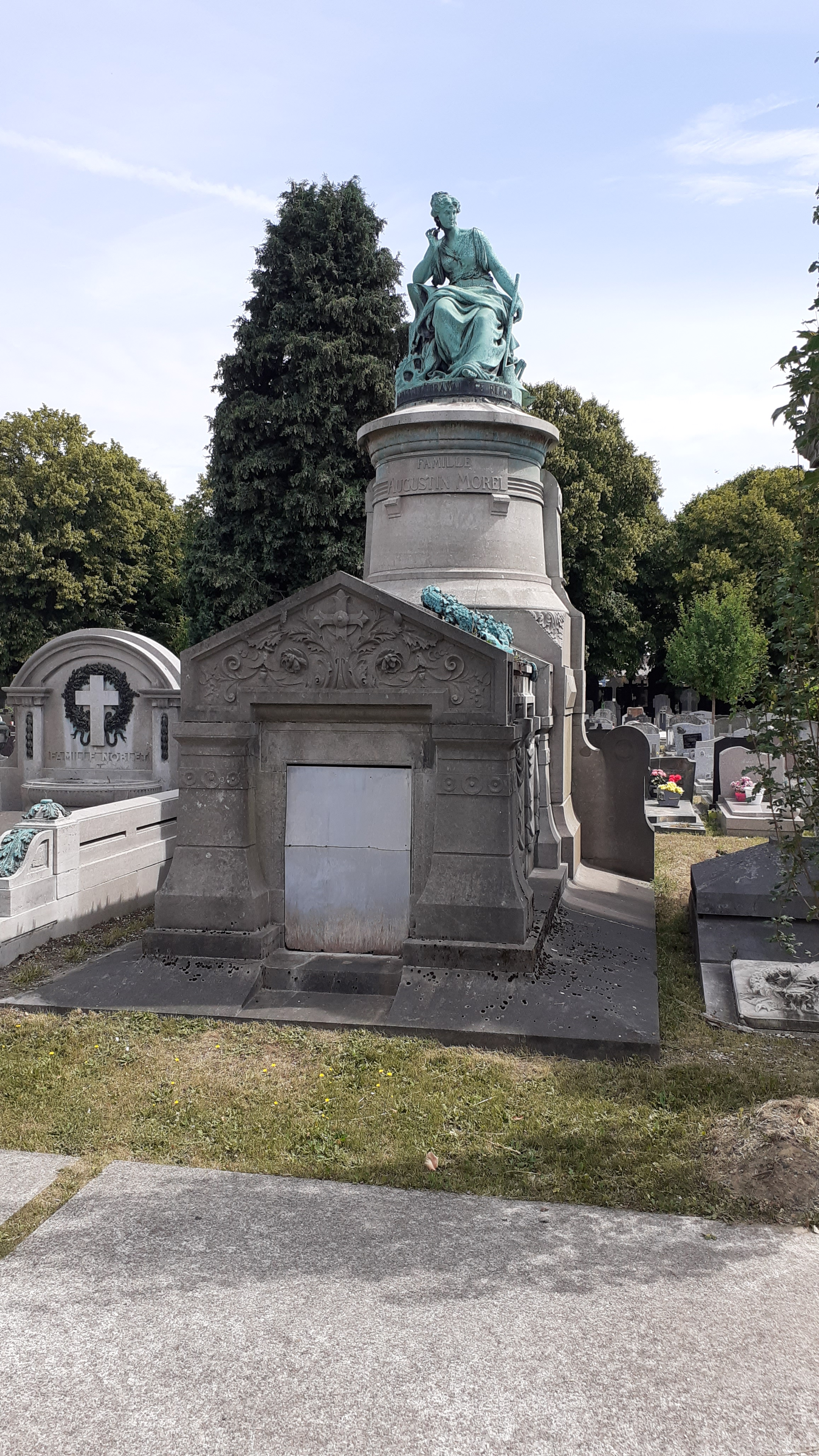
Chapelle famille Augustin Morel.
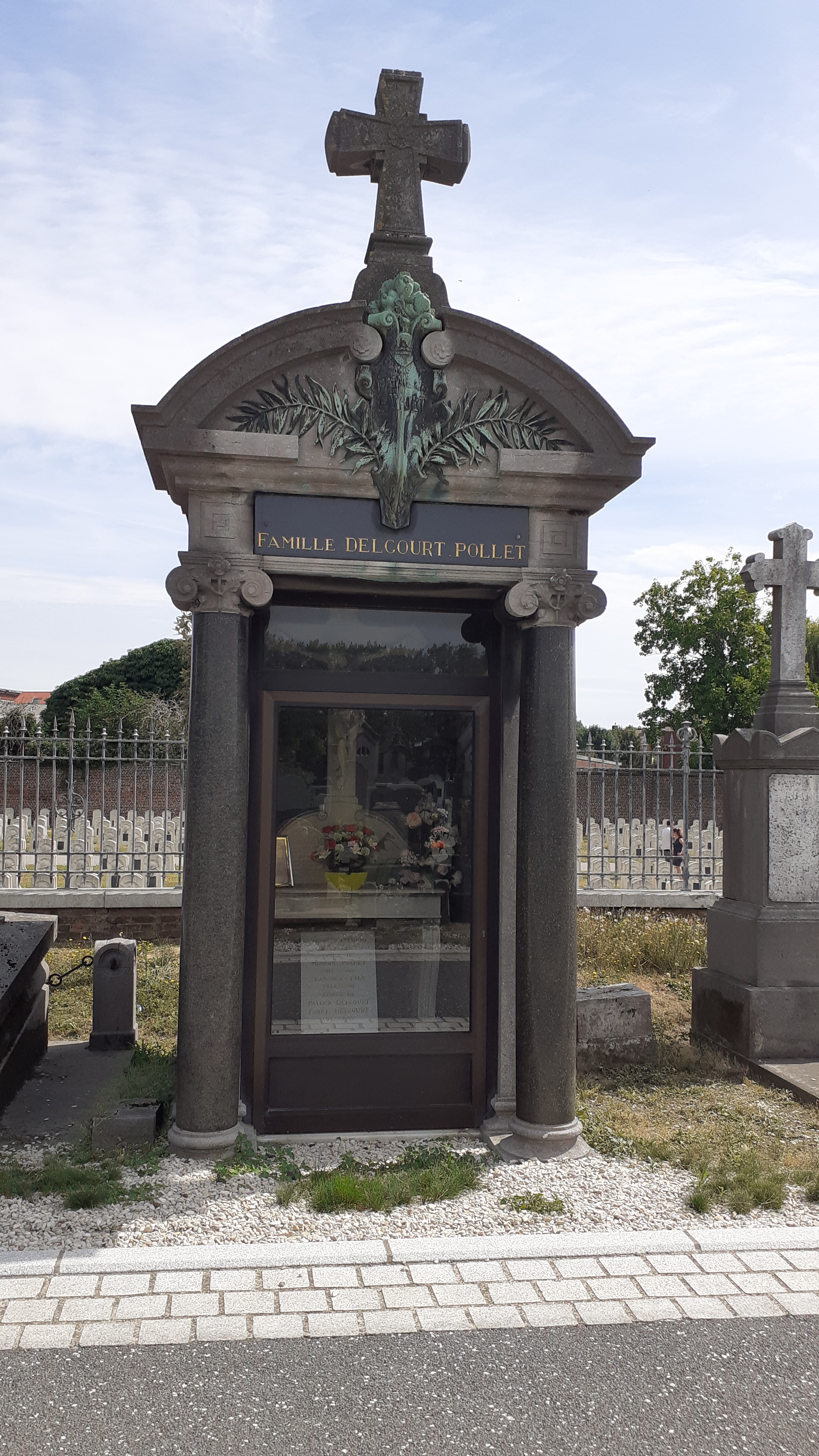
Chapelle famille Delcourt-Pollet.
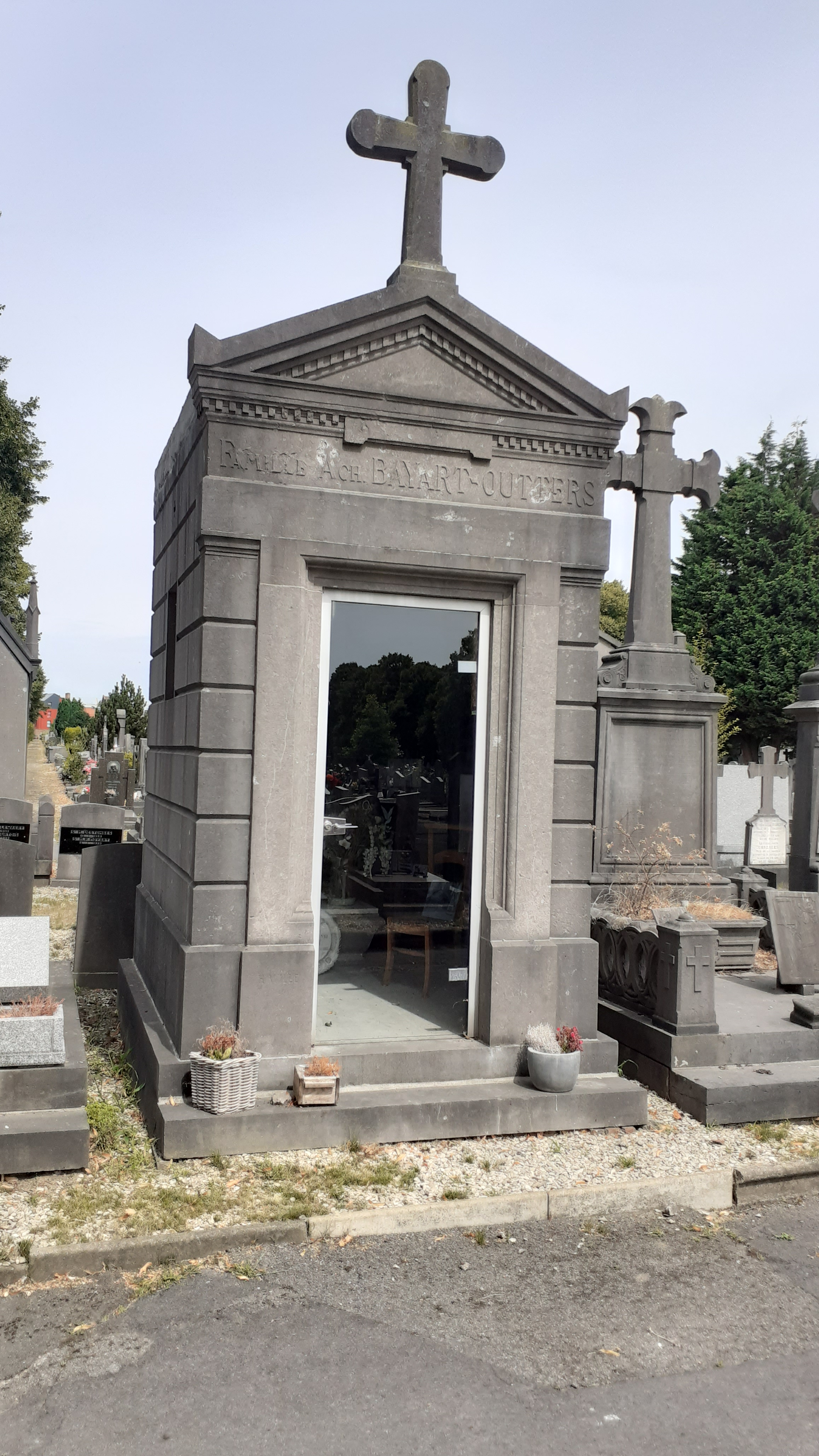
Chapelle famille Bayart-Outters.
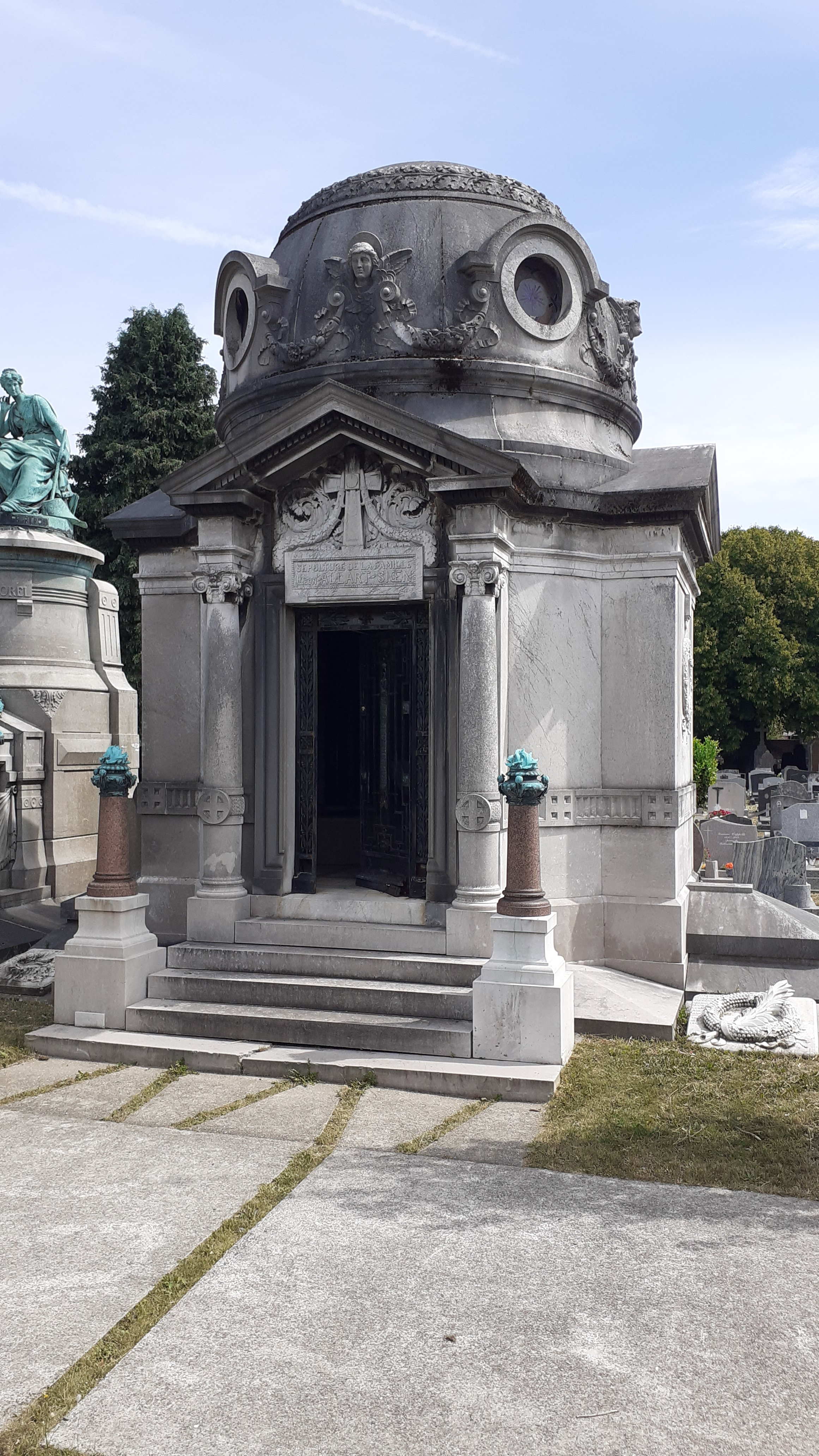
Chapelle famille Allart-Sioen.
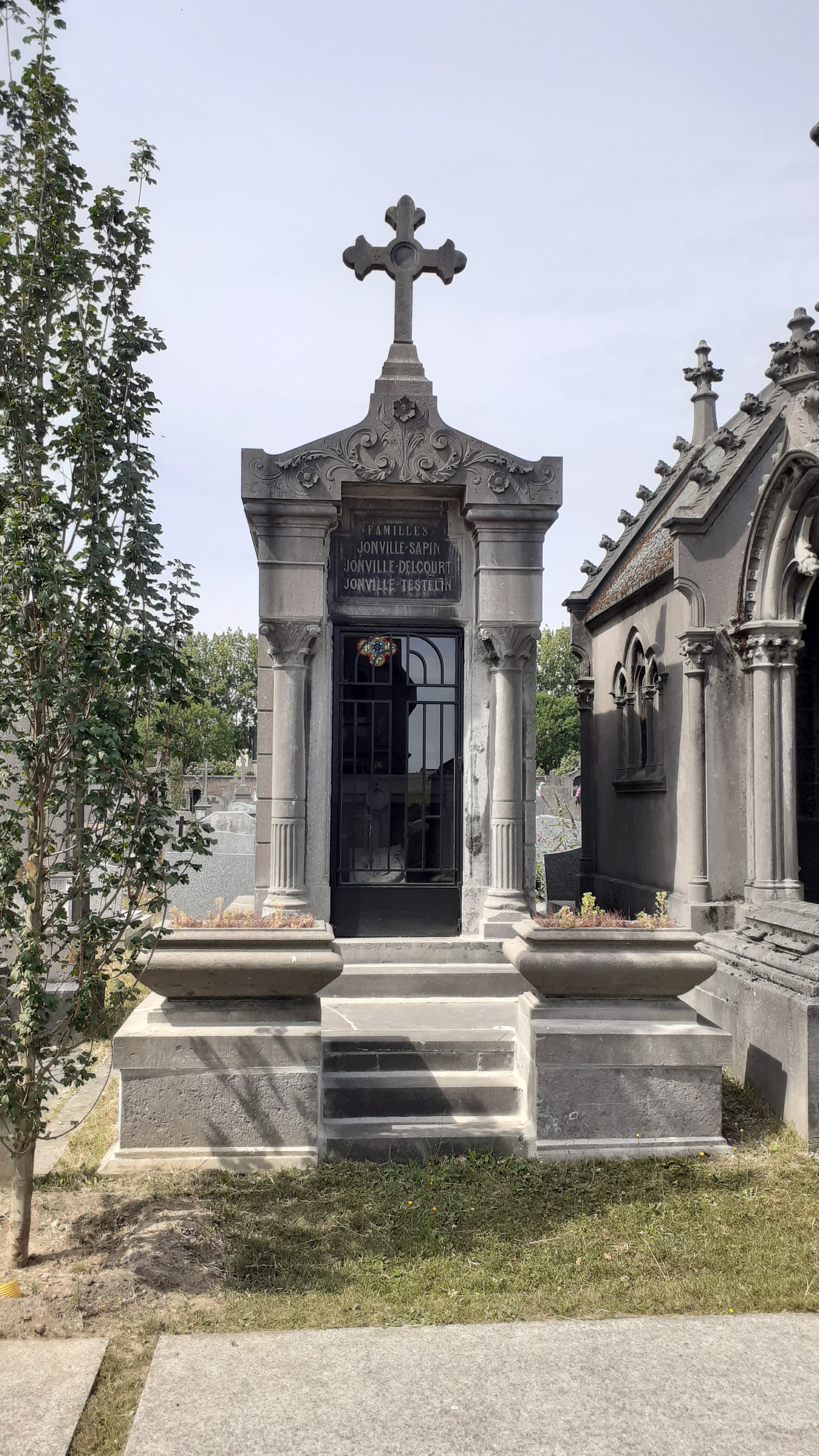
Chapelle famille Joinville-Sapin-Delcourt-Testelin.
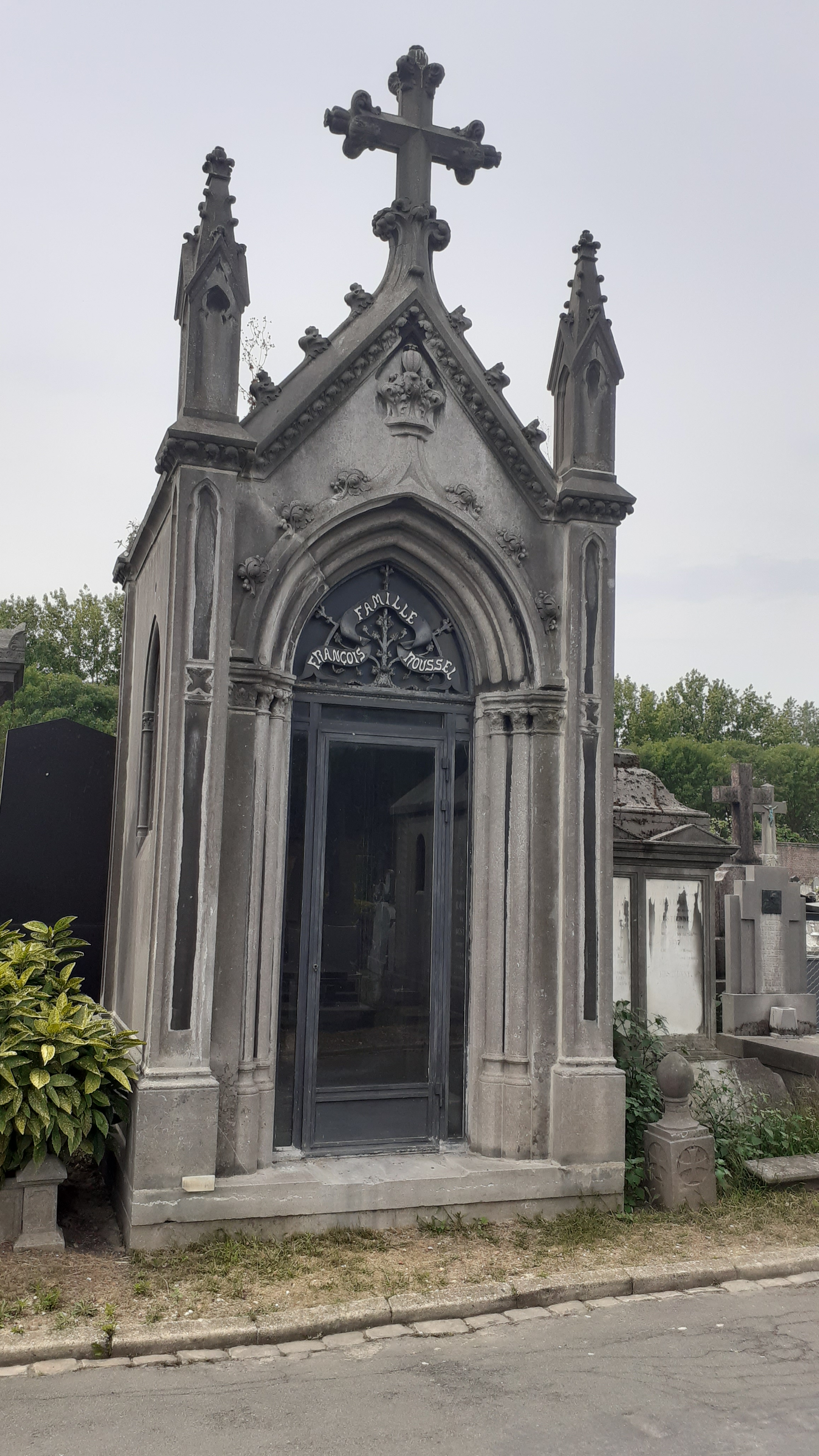
Chapelle famille Francois-Roussel
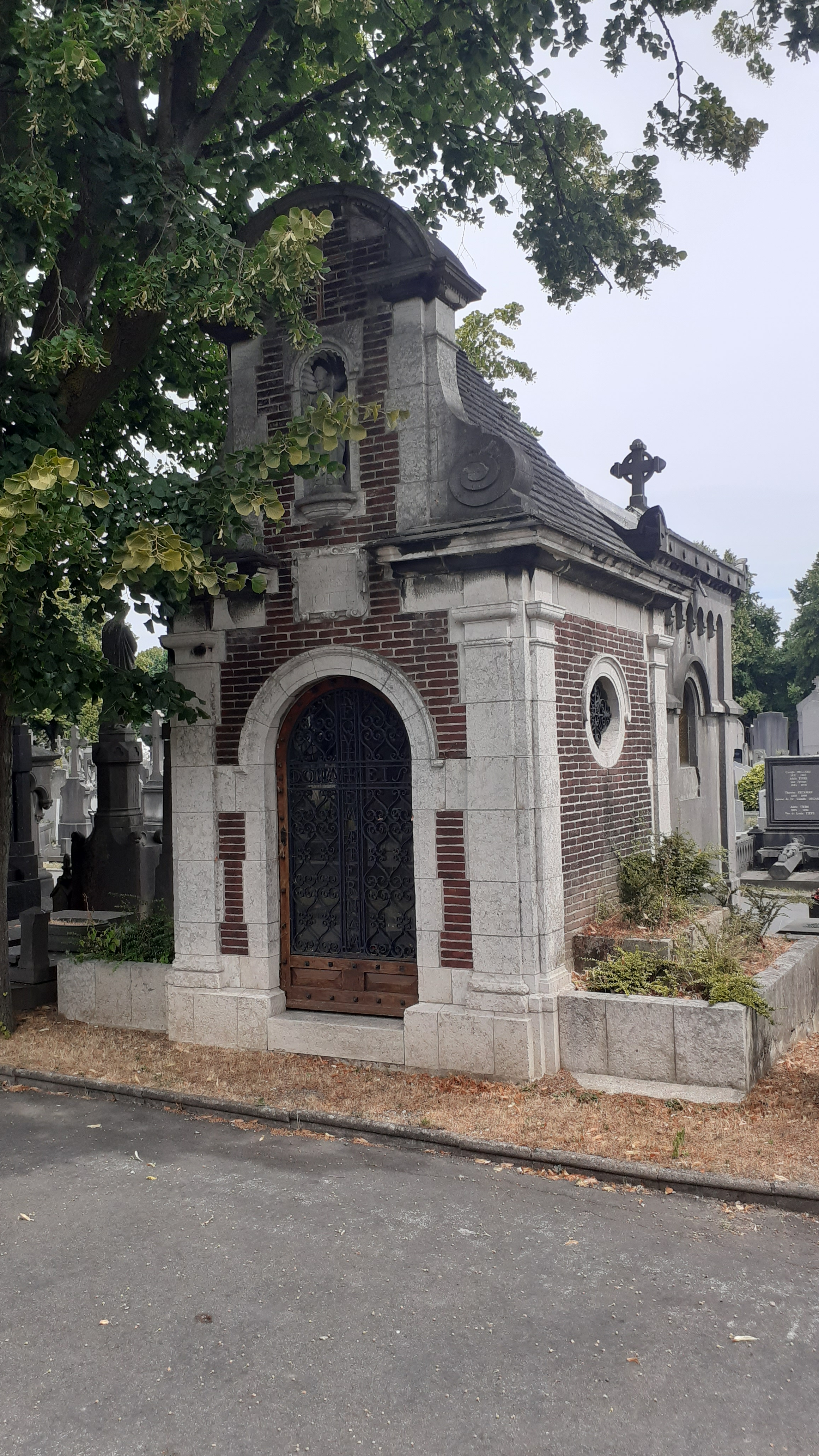
Chapelle famille Motte.
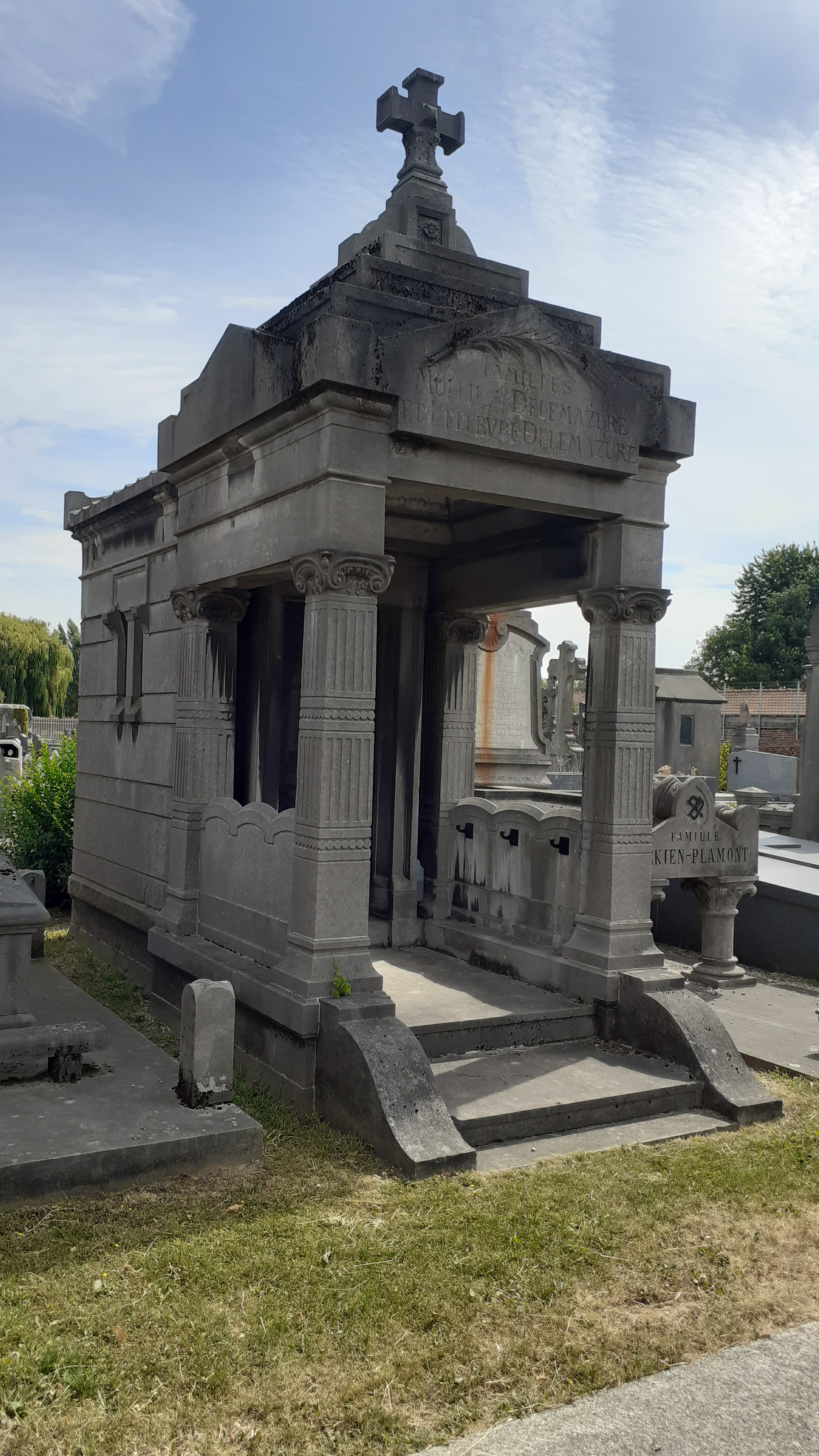
Chapelle famille Mulliez-Delemazure-Lefebvre.

## Monuments aux morts et mémoriaux
Le cimetière de Roubaix comporte de nombreux monuments commémoratifs. Le plus connu est sans doute le monument dédié aux victimes du travail commémorant les victimes de l'incendie  de la manufacture Dillies-Frères en 1883. Le cimetière de Roubaix possède un carré militaire aménagé à partir de 1922, qui comprend 1 177 stèles et rassemble 1 185 victimes de différents conflits depuis 1914. Une rénovation complète a été menée en 2018 dans le cadre du Centenaire de l’Armistice de 1918.

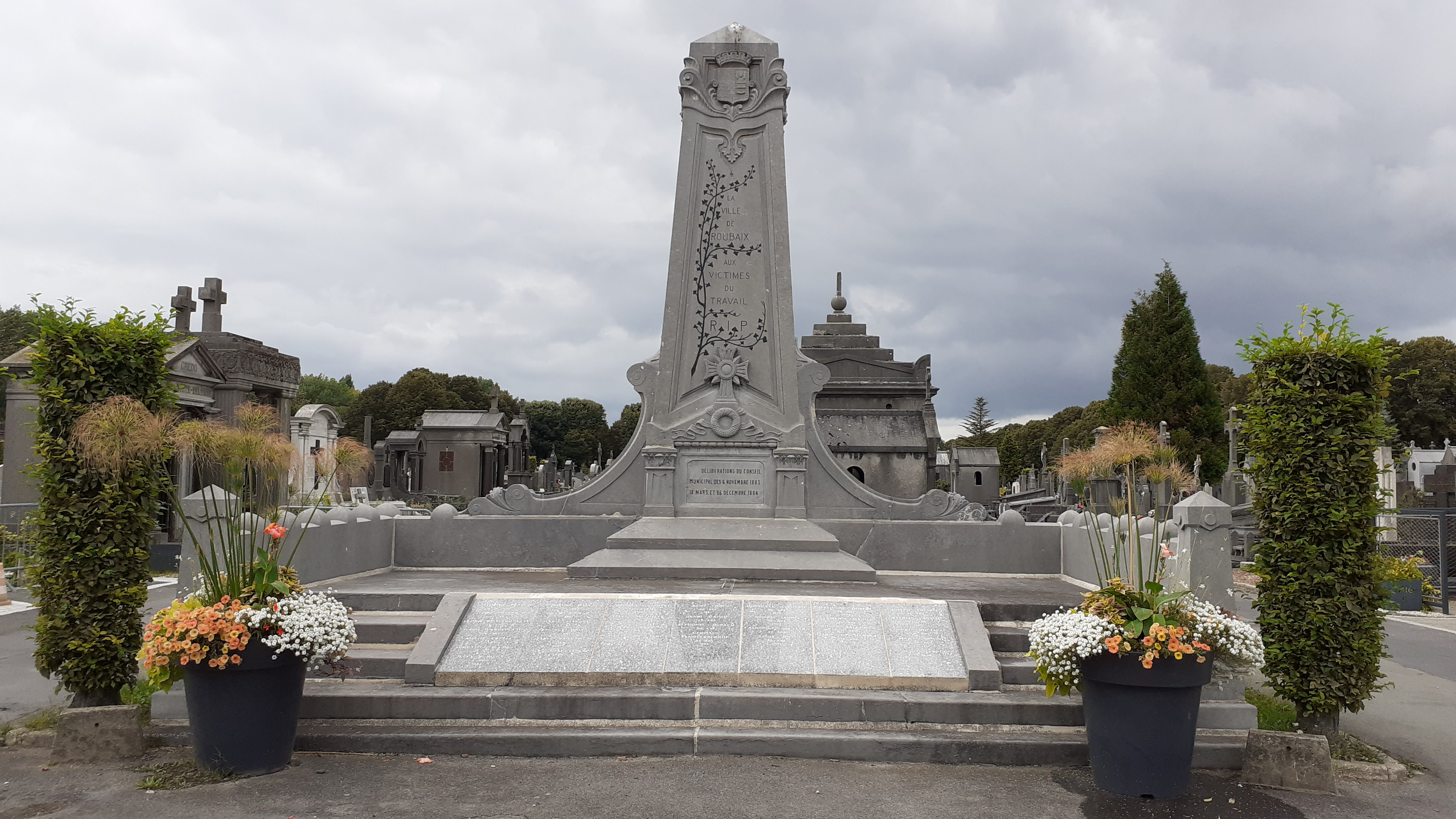
Monument dédié aux victimes du travail, cimetière de Roubaix.
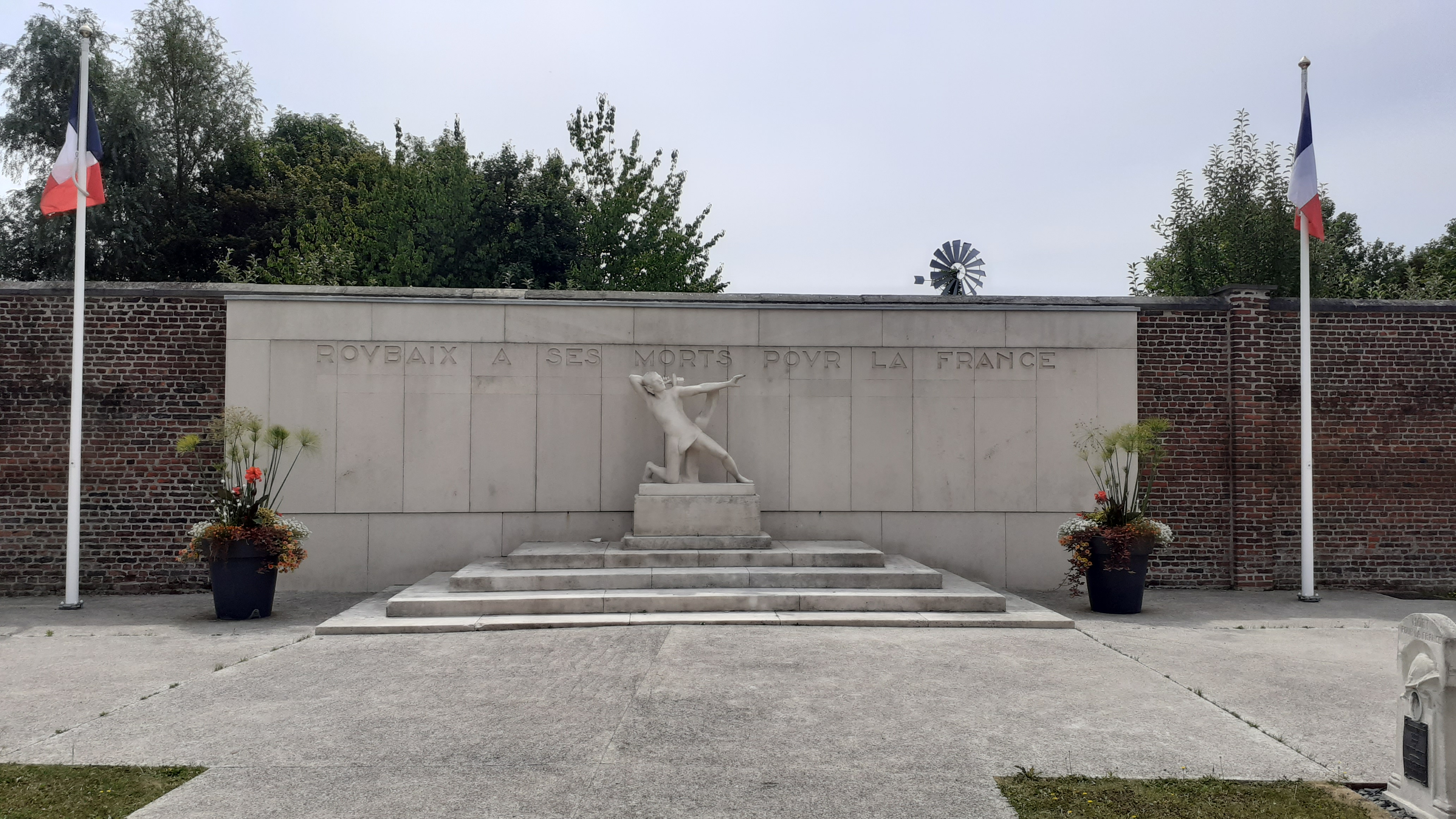
Monument aux morts du carré militaire du cimetière de Roubaix.
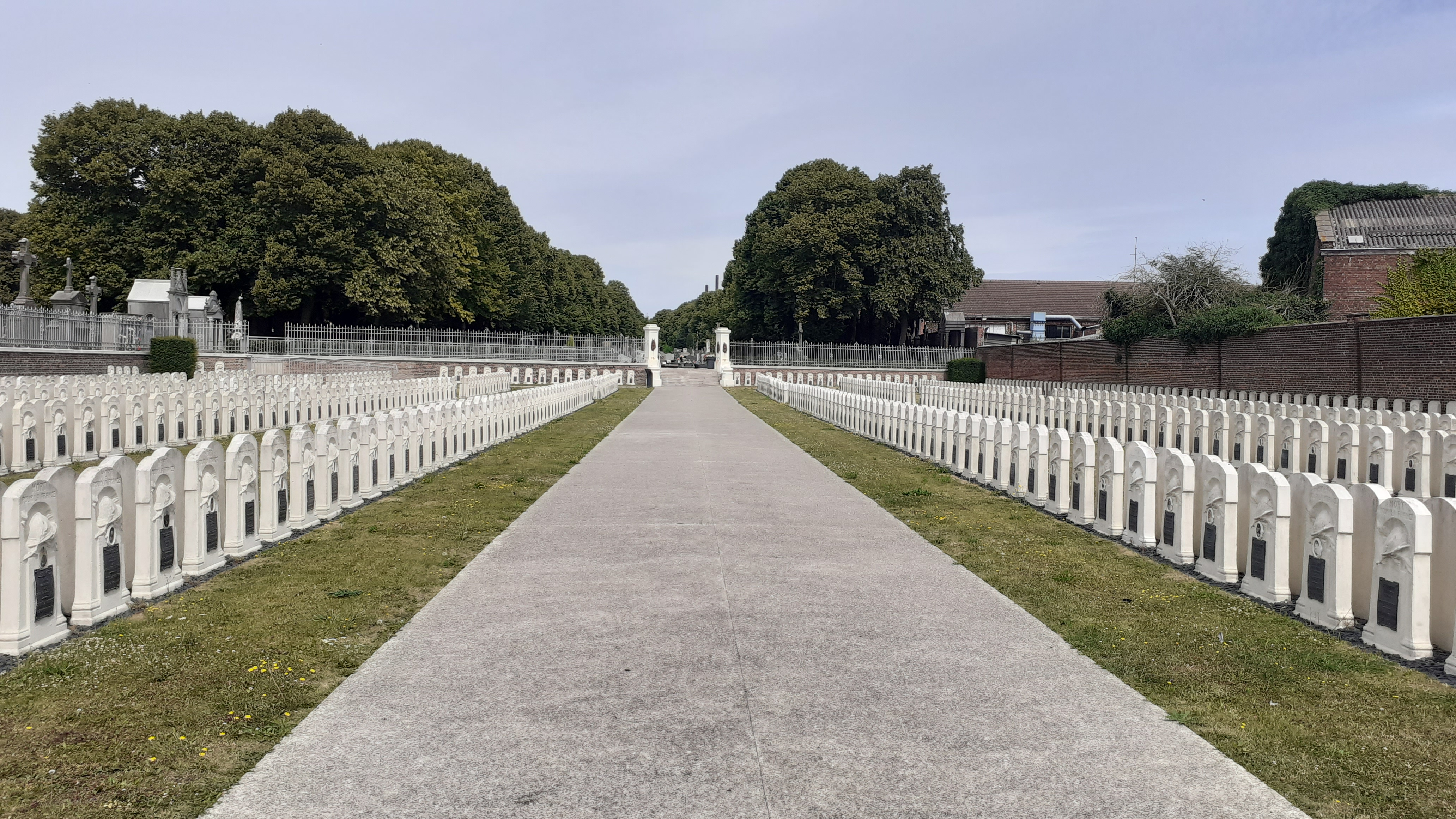
Carré militaire du cimetière de Roubaix.
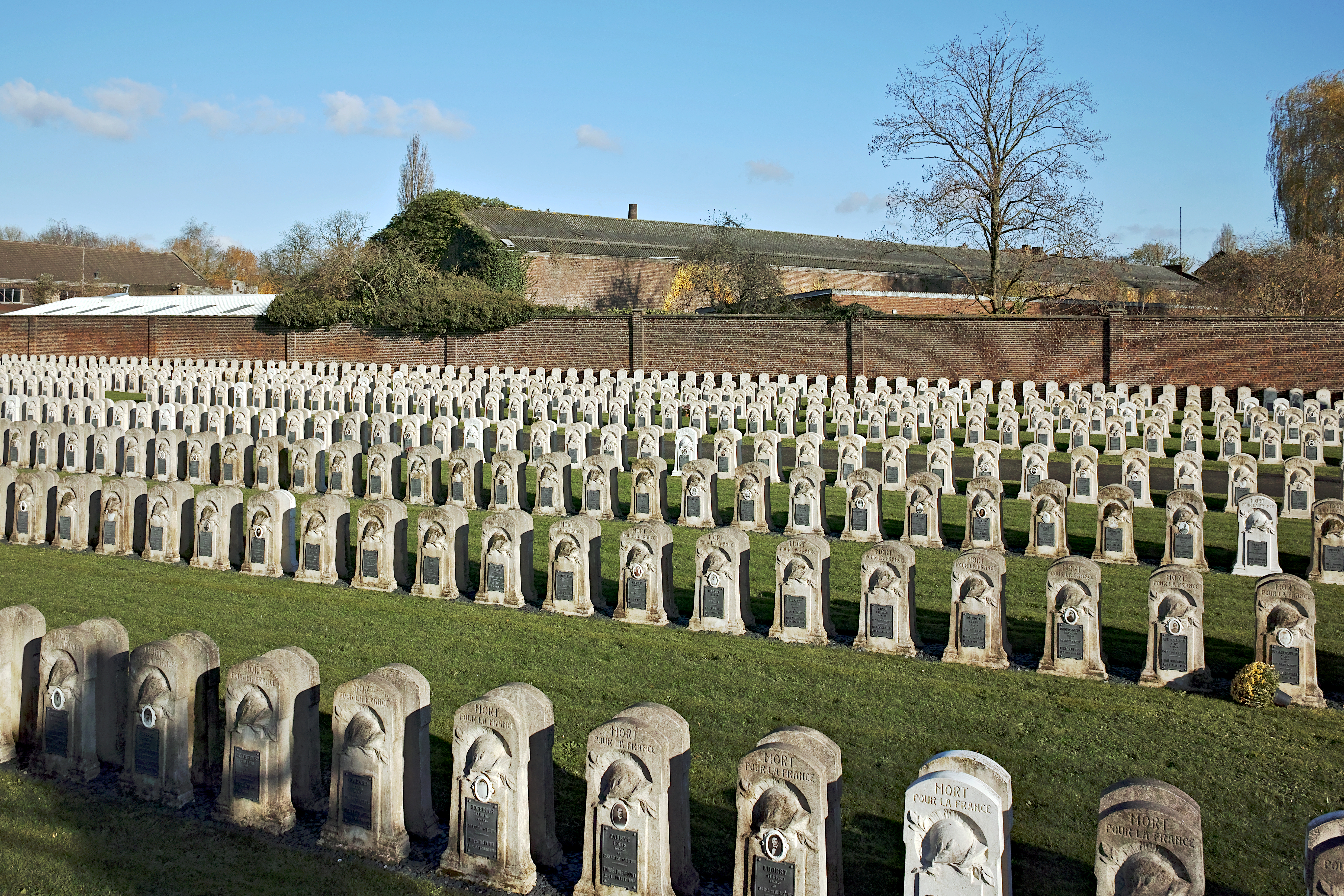
Carré militaire
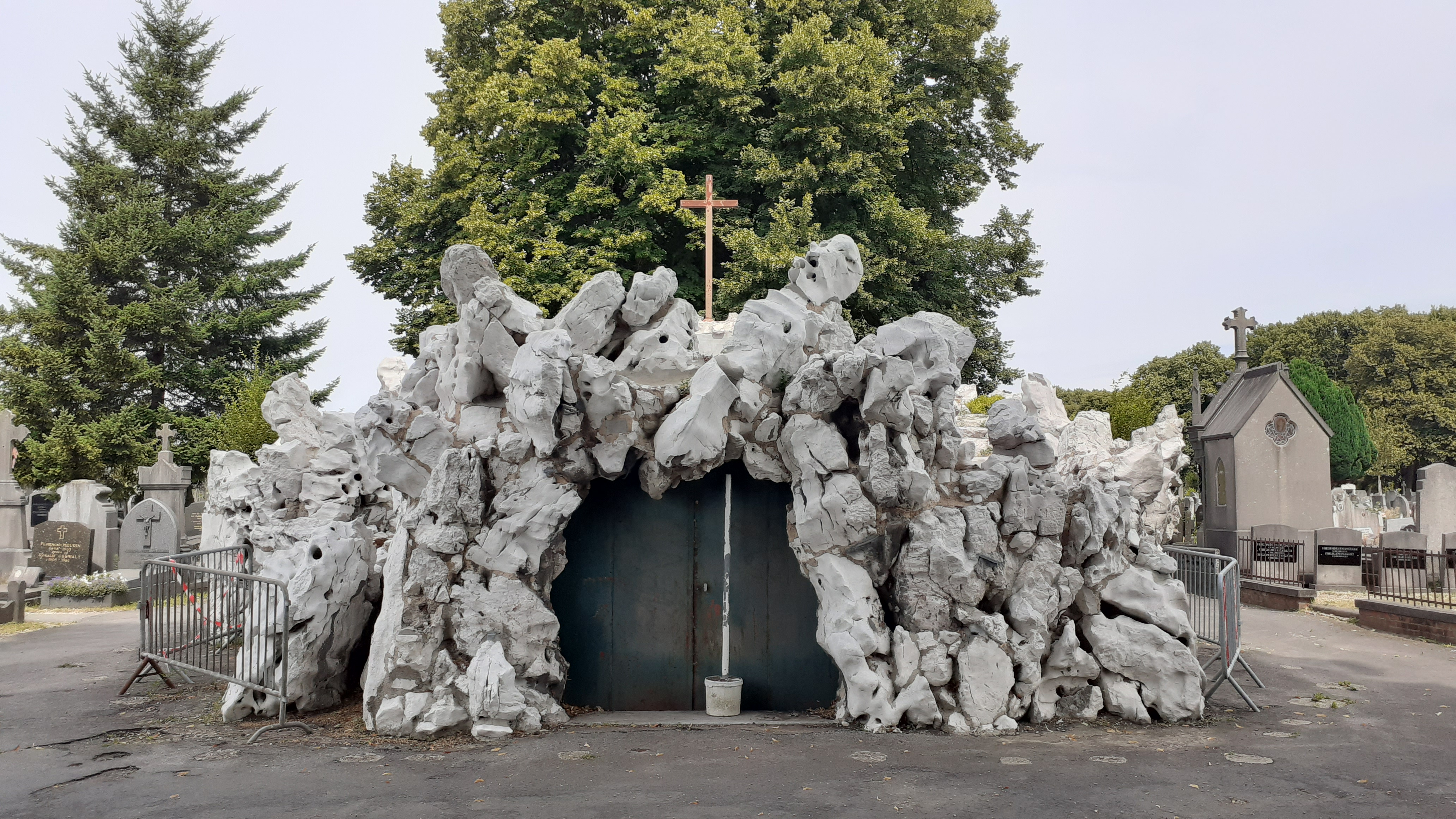
Calvaire et crypte des doyens et curés des paroisses de Roubaix.

## Faune et flore

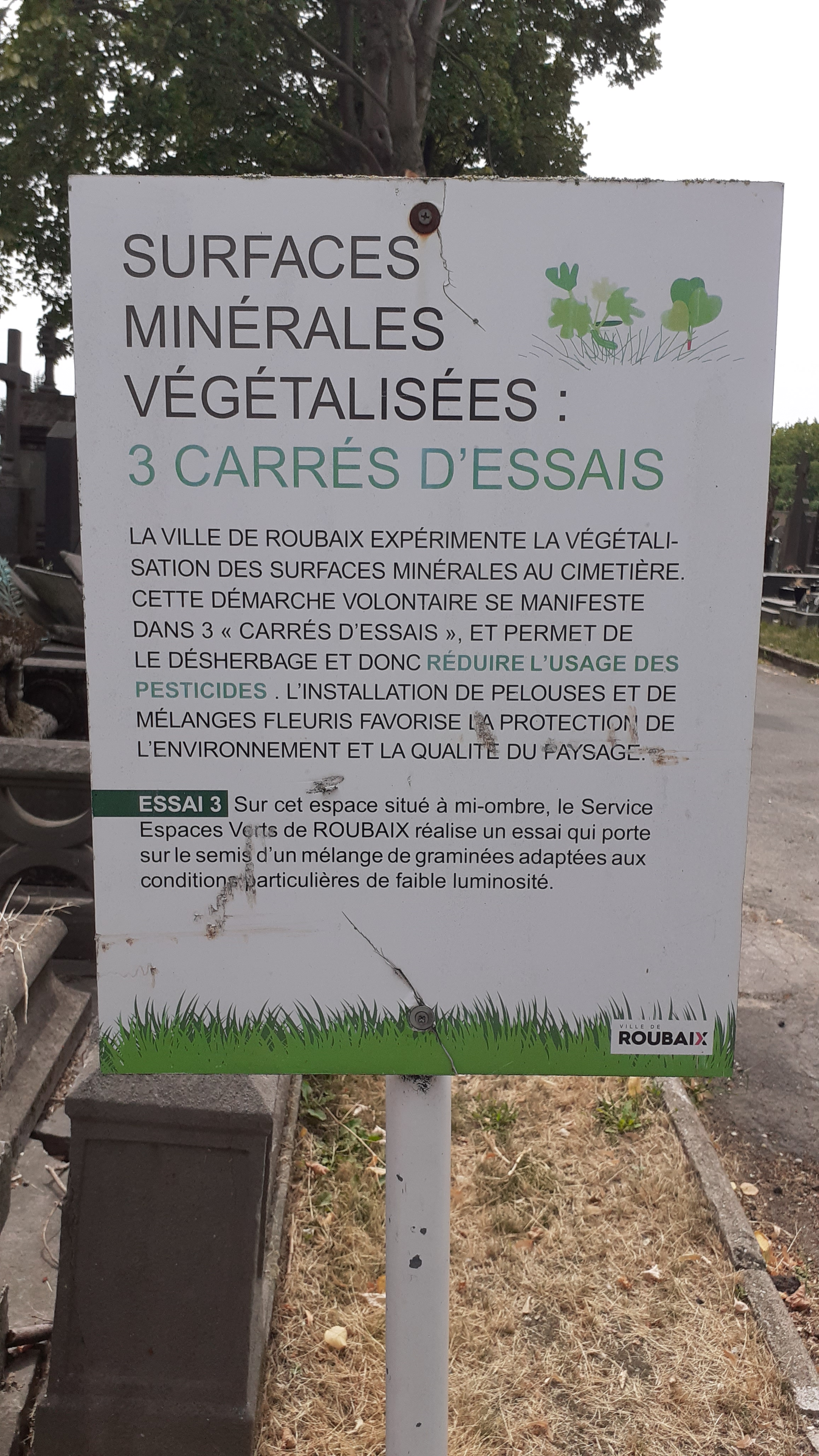
Végétalisation du cimetière de Roubaix.

Avec ses 17 hectares, le cimetière de Roubaix est aussi un des plus grands espaces verts de la ville. On y trouve plus de 900 arbres de plusieurs essences différentes, des massifs de rosiers et d'arbustes.
Le cimetière de Roubaix n'est pas seulement un lieu d’inhumation, il est aussi un lieu accueillant pour les familles en deuil, propice au recueillement et à l’apaisement. Les allées plantées d’arbres anciens offrent cette qualité.
Les allées du cimetière sont bordées d’arbres, essentiellement des tilleuls qui donne en fait un lieu romantique à la qualité esthétique indéniable en toutes saisons. Ces arbres remplissent une fonction écologique essentielle pour la biodiversité locale, et sont des alliés dans la lutte contre le changement climatique, en effet les arbres sont à la fois des pièges à carbone et des ilots de fraicheur. Un arbre mature peut évaporer quotidiennement jusqu’à 450 L d’eau par jour, soit l’équivalent de cinq climatiseurs fonctionnant 20 heures par jour.
La faune du de Roubaix est composée de quelques d'espèces d'oiseaux, dont des pies, pic verts et des pigeons. On observe également des chats et des papillons.
Le cimetière fait l’objet de travaux de remise en état et d’un nouveau plan de communication sur la lutte biologique avec la présence de ruches.
La mairie de Roubaix expérimente la végétalisation des surfaces minérales dans des carré d’essais. Cela permet le désherbage et de réduire l'usage des pesticides. L'installation de pelouse et de mélanges fleuris favorise la protection de l’environnement et la qualité du paysage. La municipalité réalise dans des espaces situés à mi-ombre, des essais sur le semis de mélange de graminées adaptées aux conditions particulières de faible luminosité.

## Conservation du patrimoine
D'illustres sculpteurs et architectes feront de ce lieu un véritable musée dès le XIXe siècle : parmi eux, Carlo Sarrabezolles et Eugène Dodeigne.
Plusieurs dizaines de chapelles ont fait l’objet de la part de la municipalité d’une restauration depuis 1993 et dont certaines sont transformées en columbariums.
La mairie de Roubaix, qui n’a pas les moyens financiers de restaurer toutes les chapelles, met aux enchères des chapelles. Ces dernières, sont vendues en l’état, avec obligation pour les particuliers de les restaurer.
Du fait des personnalités, de l’histoire de la ville et du patrimoine funéraire exceptionnel, des guides-conférenciers de l’office du tourisme de la ville de Roubaix assurent tout au long de l’année des visites commentées,.

## Fonctionnement du cimetière auXXIesiècle
Le cimetière dépend du service état civil de la Ville de Roubaix. La conservation du cimetière assure la gestion des procédures administratives d'inhumation et d'exhumation, la gestion des concessions funéraires, l'accueil du public (familles et visiteurs), la surveillance du site et des opérations funéraires, l'entretien général du cimetière, ainsi que de sa valorisation.
La durée des concessions est de 15, 30, 50 ans. Contrairement à une idée répandue, la durée d'une concession perpétuelle n'est pas limitée à 99 ans : elle reste valide tant que la famille continue de l'utiliser et de l'entretenir.
Les concessions temporaires peuvent être renouvelées pendant une période de deux ans à compter de leur date d'échéance (par exemple, une concession de trente ans acquise le 15 juin 1995 arrivera à échéance le 14 juin 2025 et pourra être renouvelée à partir du 15 juin 2025 jusqu'au 14 juin 2027). Si elle n'est pas renouvelée avant cette date, la concession sera déclarée forclose et pourra être reprise par l'administration pour être réattribuée. Le renouvellement d'une concession est une démarche qui se fait à l'initiative de la famille et auprès de l'état civil.
Pour être enterré au cimetière de Roubaix, il faut soit acquérir une concession funéraire, soit être inhumé dans un caveau de famille existant. L'acquisition d'une concession funéraire, en terrain ou en case de columbarium, n'est possible que pour inhumer un défunt domicilié à Roubaix et ne peut se faire qu'au moment du décès. Il n'est pas possible de faire un achat ou de réserver un emplacement par anticipation.

## Galerie

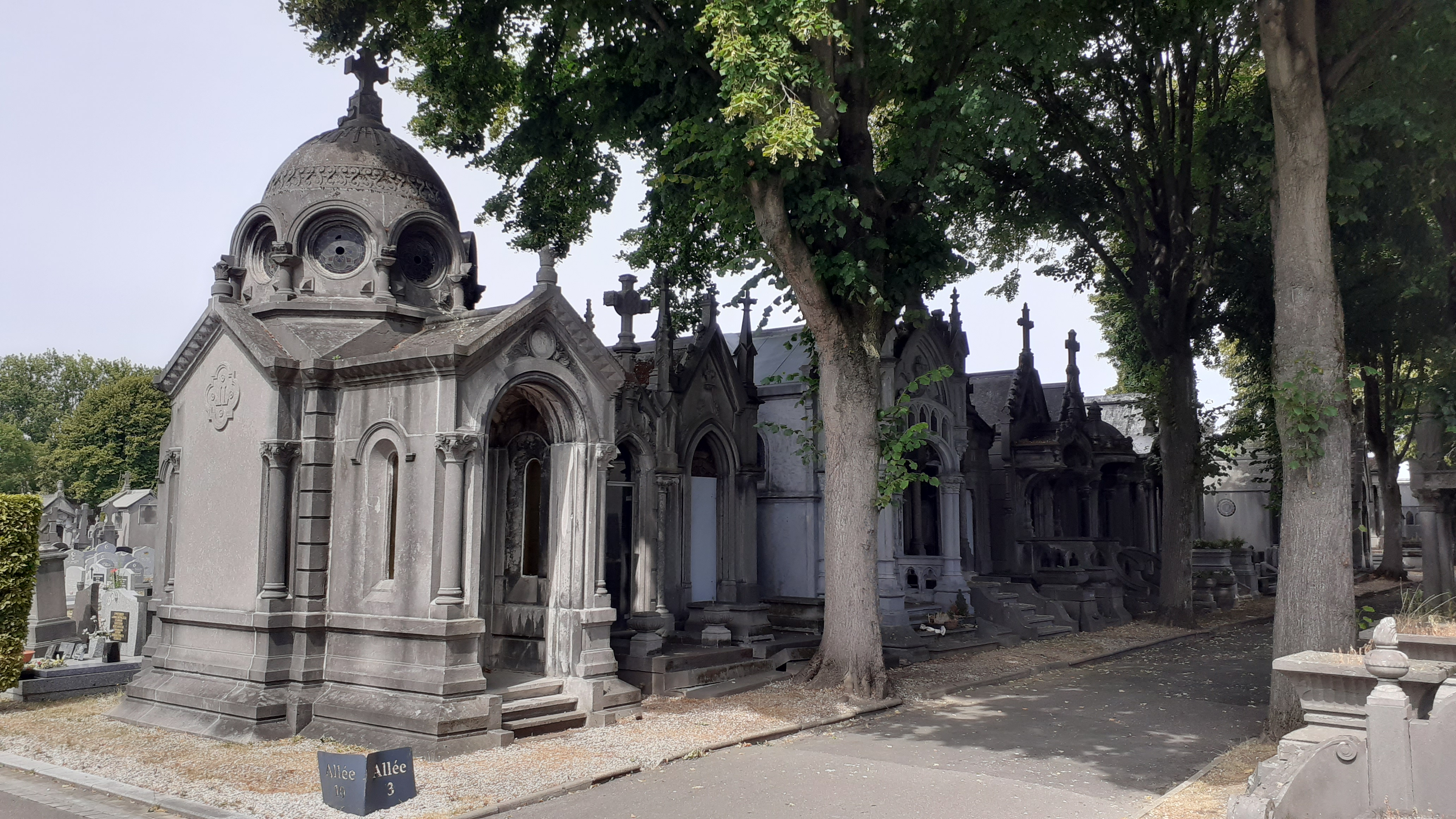
Allée 3 du cimetière de Roubaix.
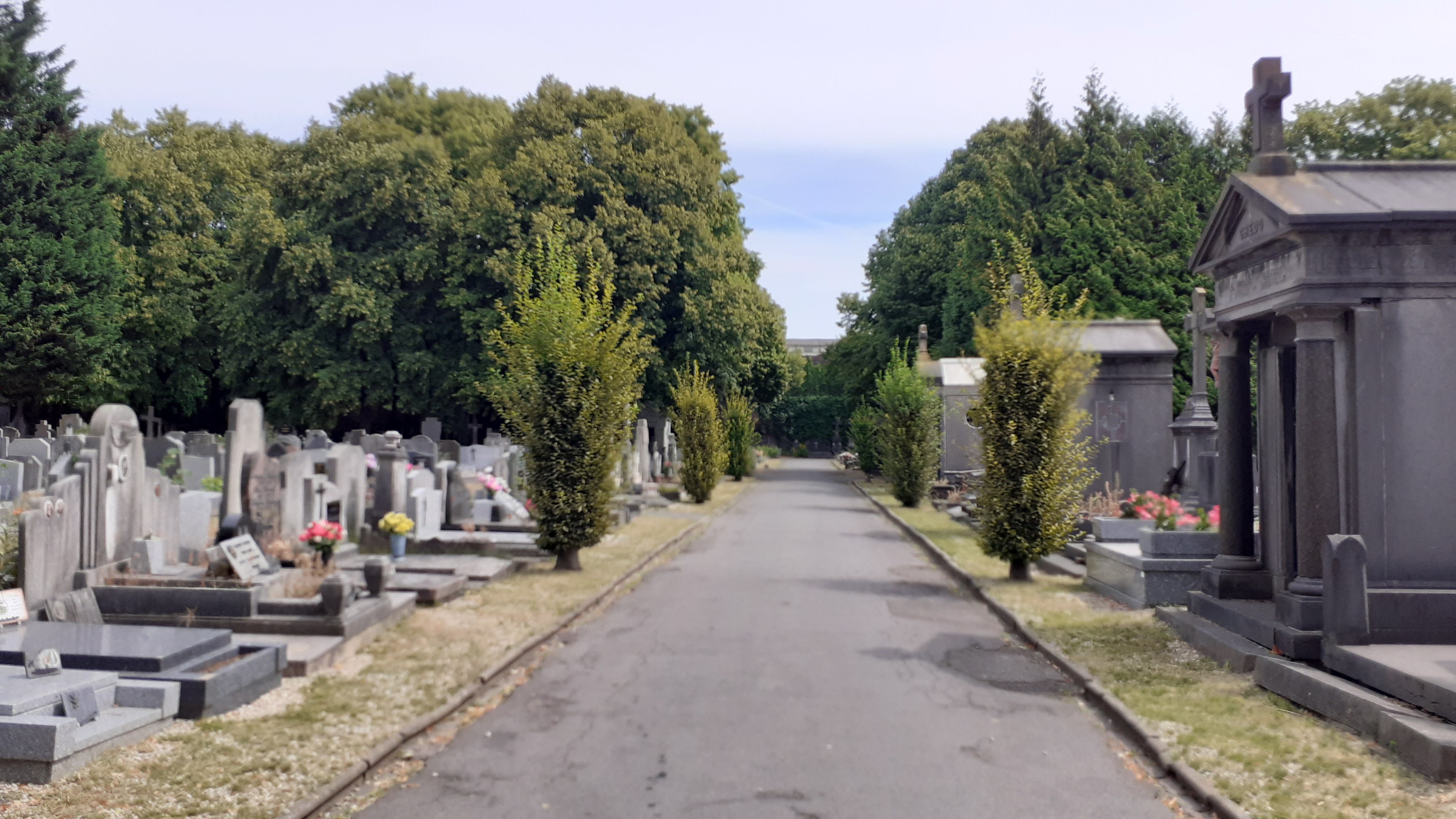
Allée du cimetière de Roubaix.
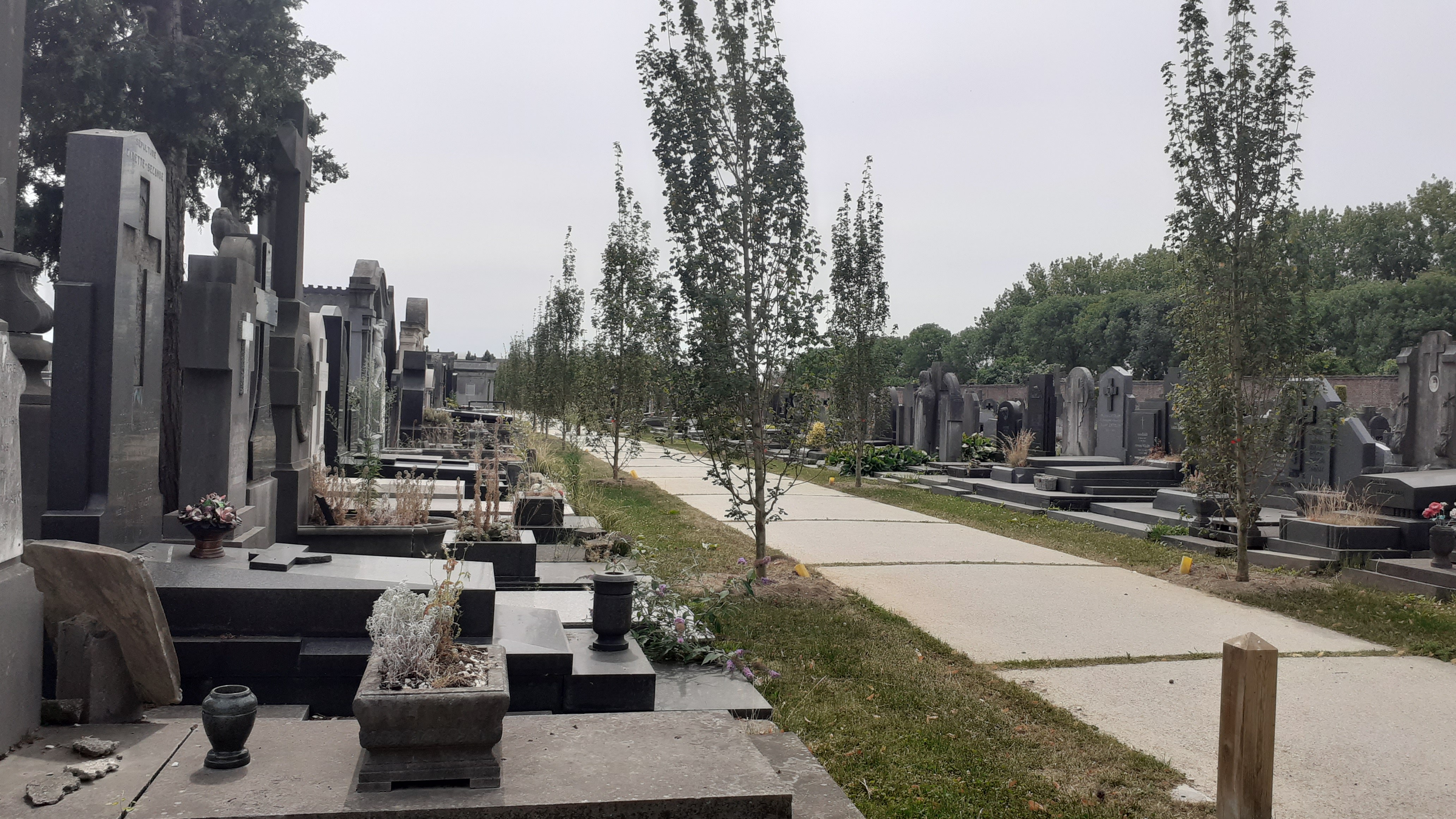
Allée du cimetière de Roubaix.
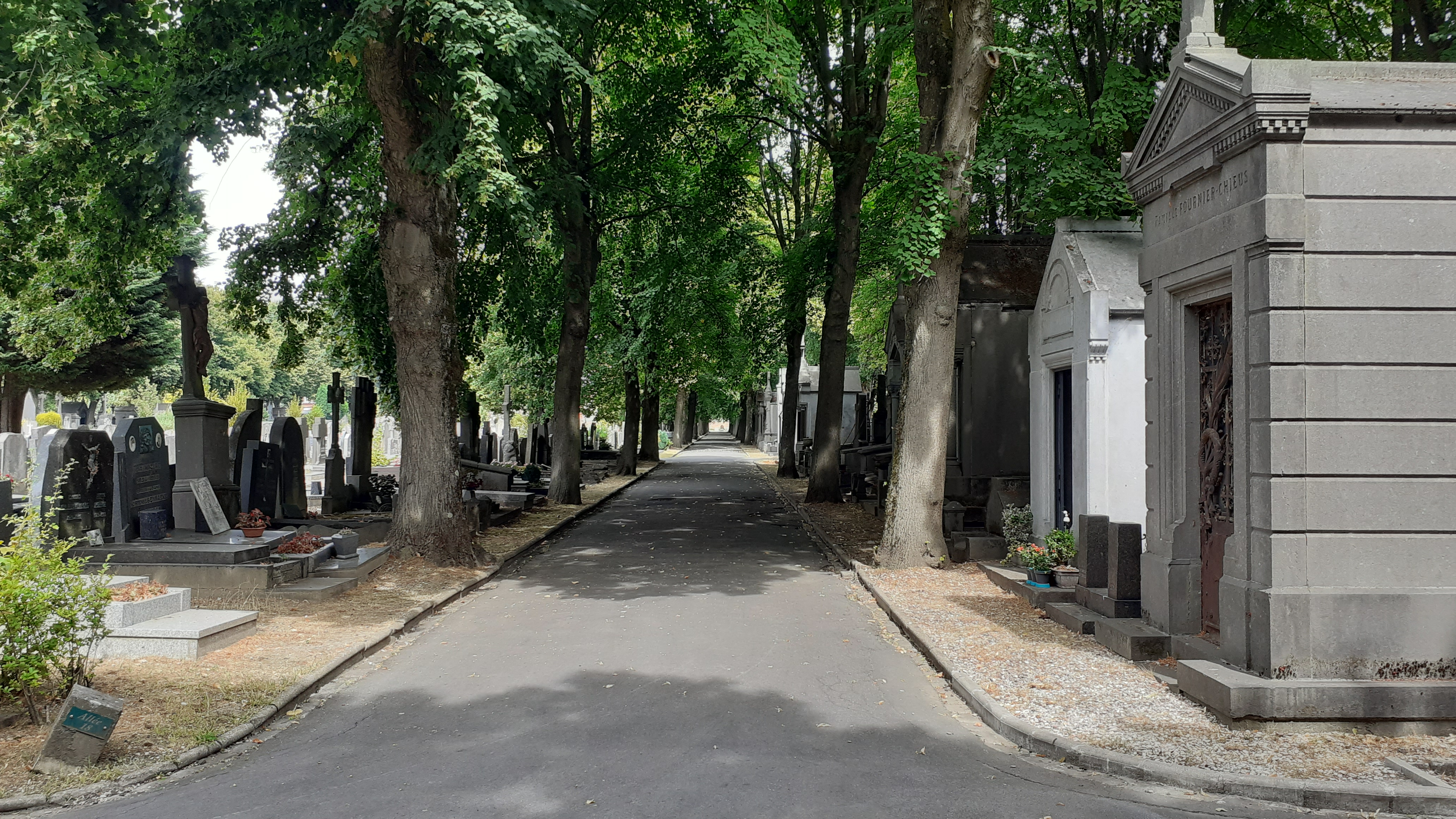
Allée du cimetière de Roubaix.

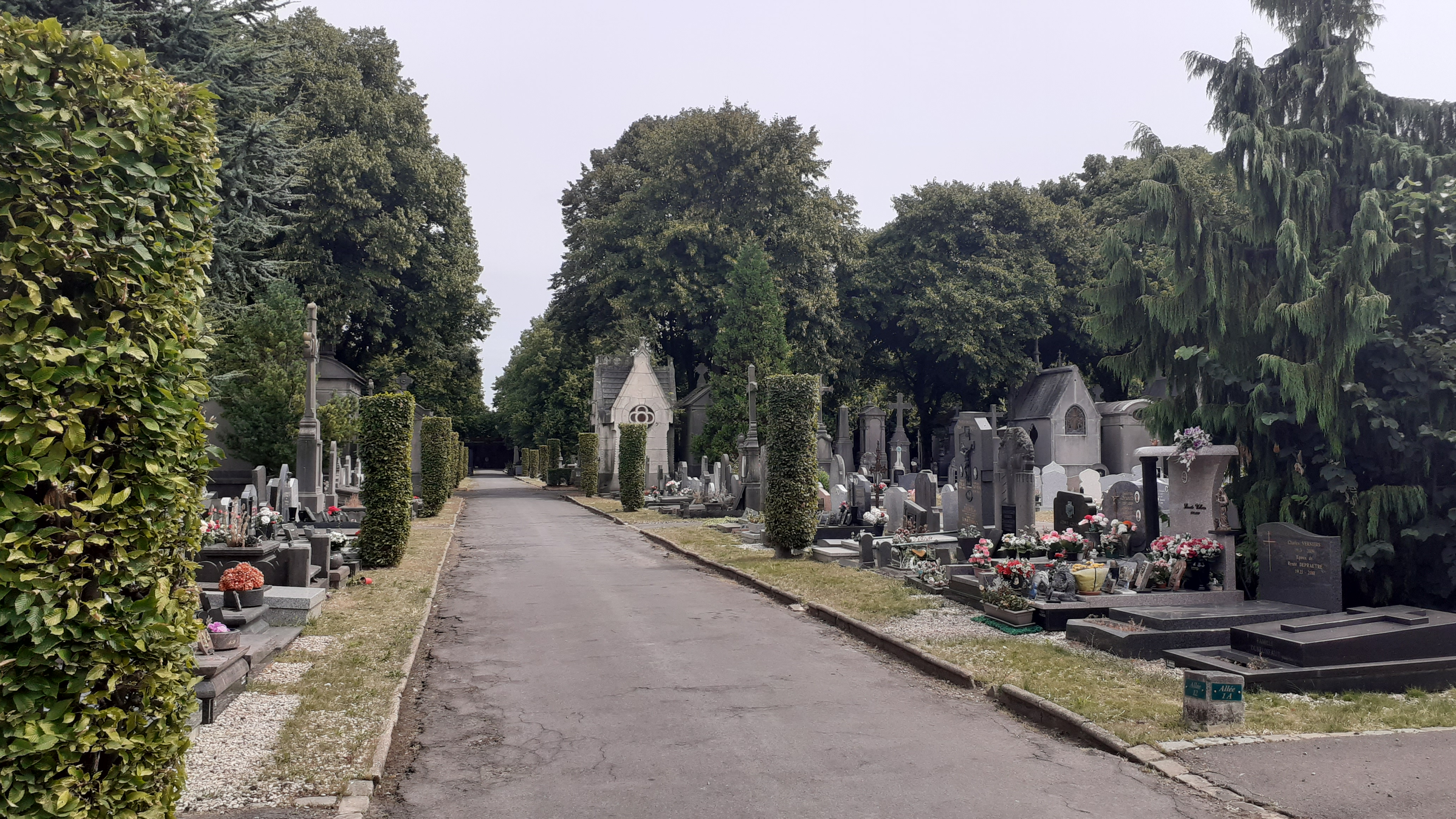
Allée 12 du cimetière de Roubaix.
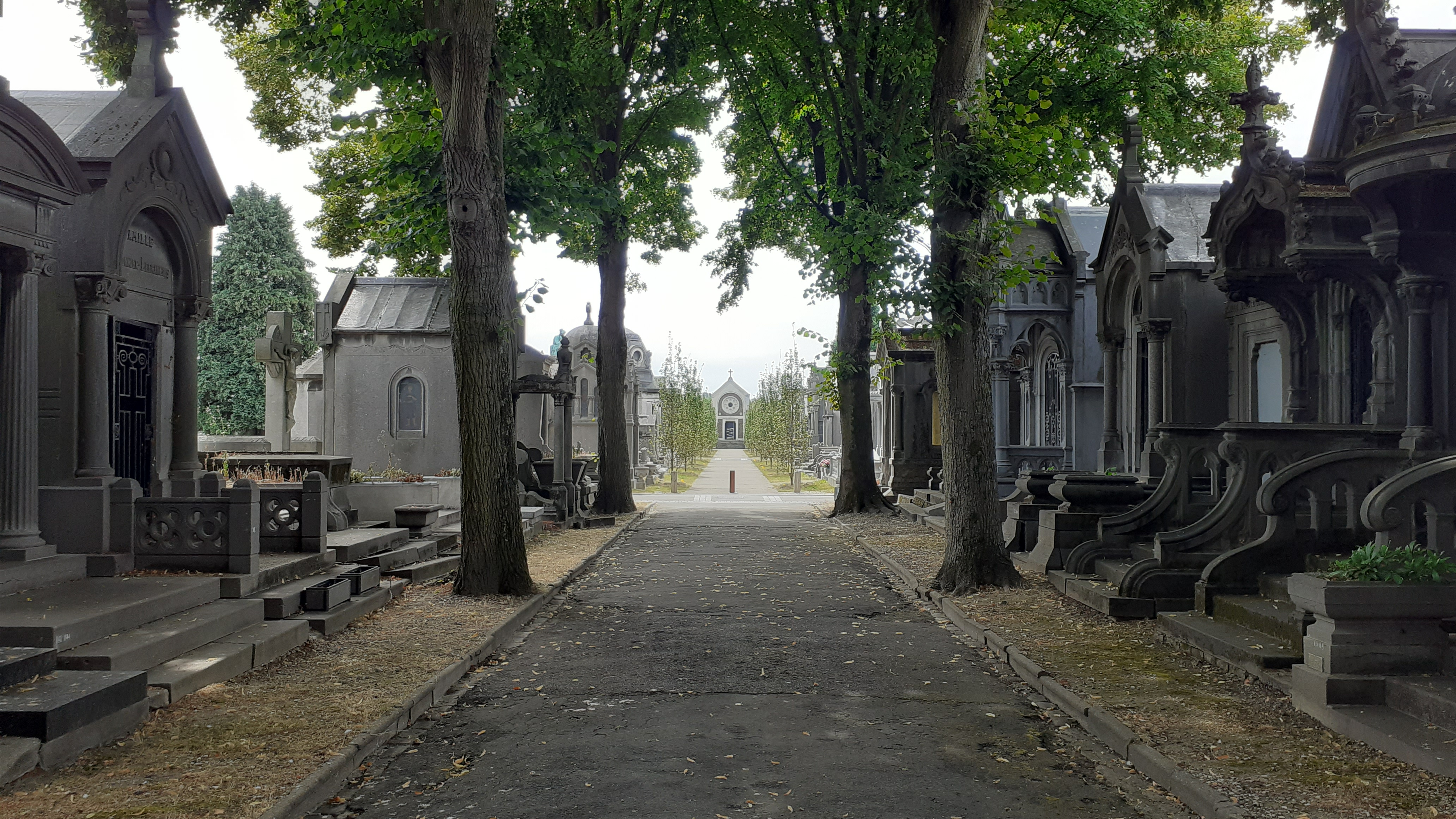
Allée de chapelles.
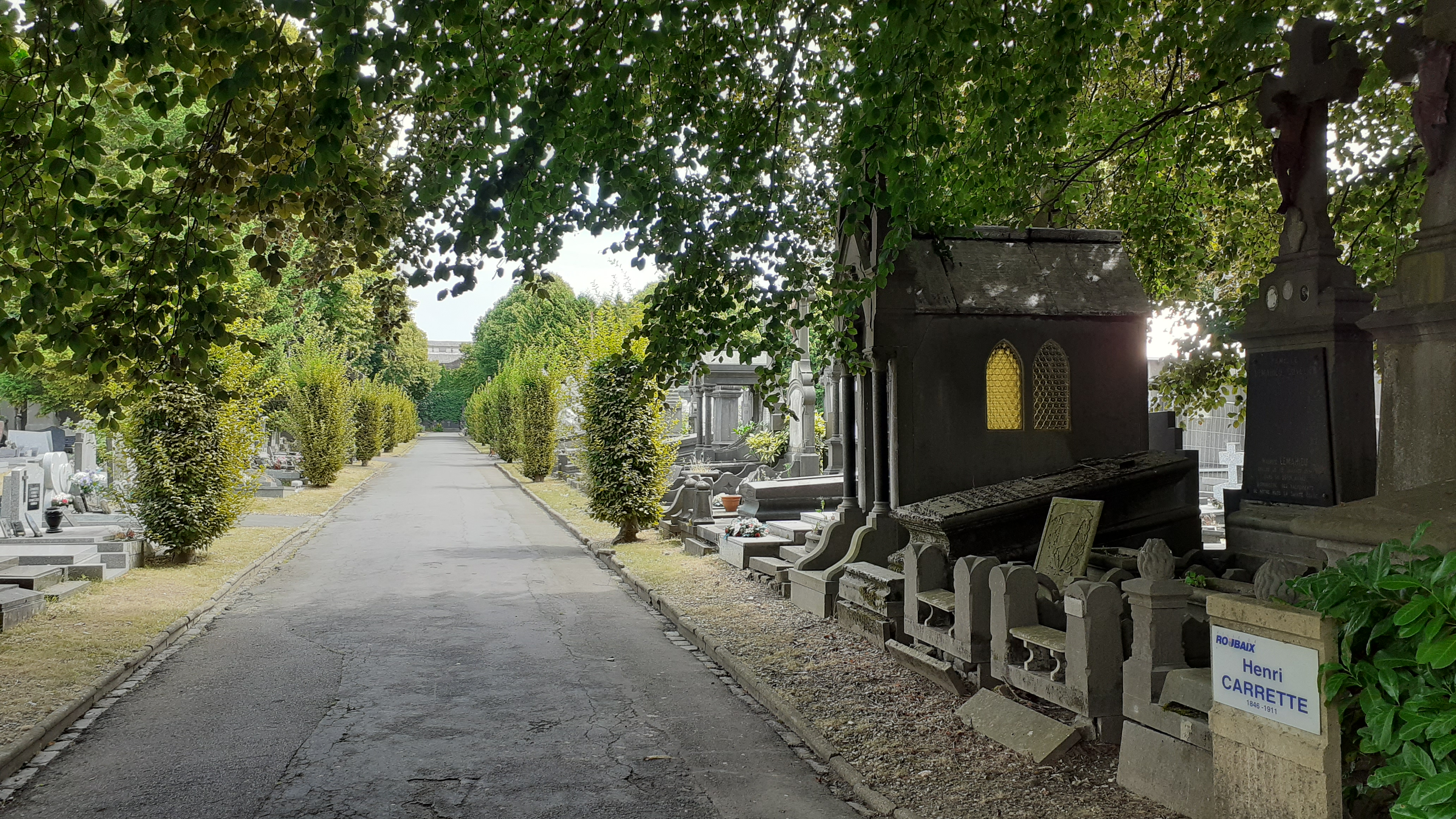
Allée du cimetière de Roubaix.
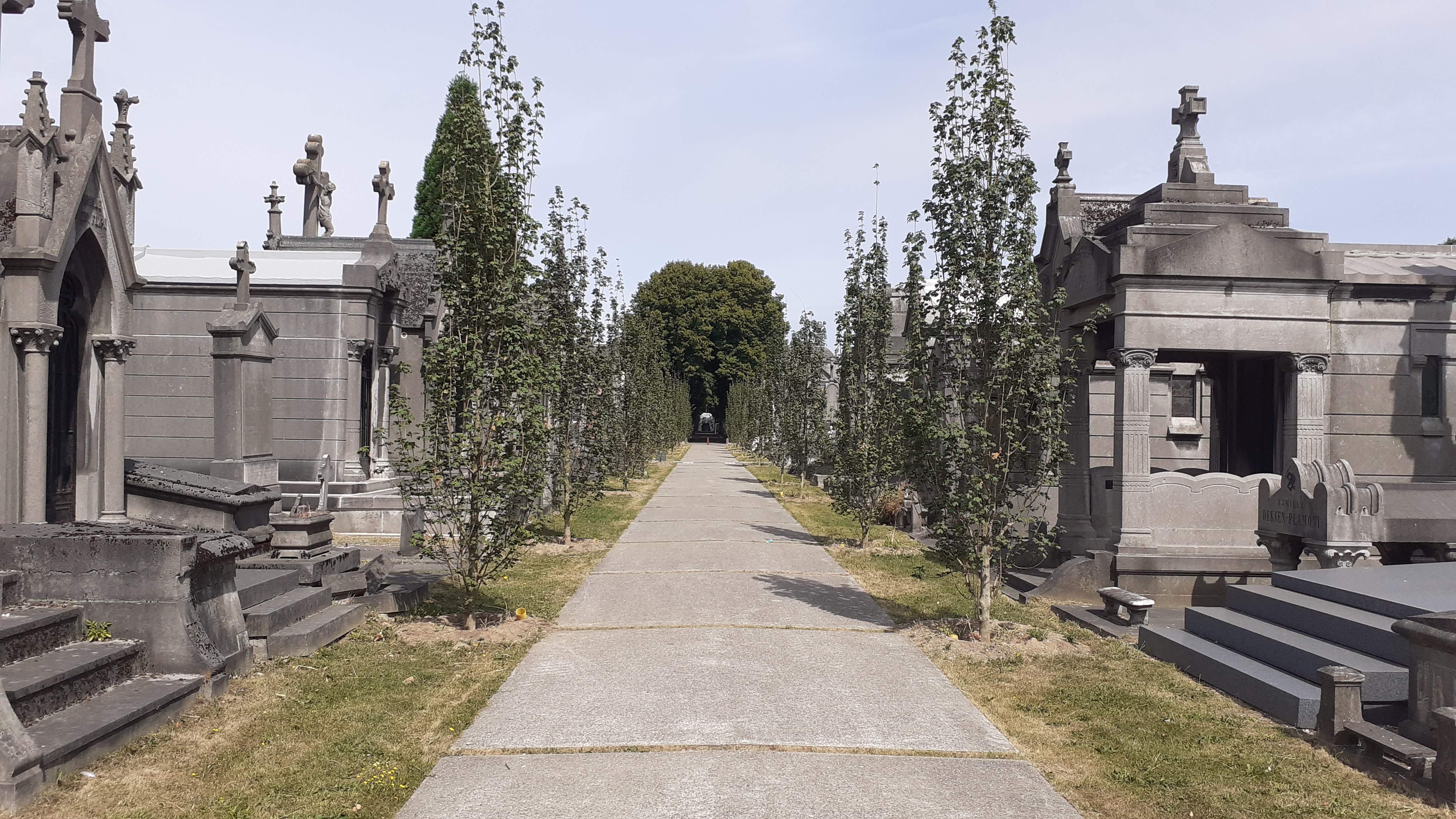
Allée de chapelles.

## Dans la culture populaire

### Au cinéma
- 2015 : Trois Souvenirs de ma jeunesse, d'Arnaud Desplechin

### Dans la littérature
- 1994 : Jérôme Leroy, Le Cimetière des plaisirs
- 2007 : Didier van Cauwelaert, Le Père adopté
- 2014 : Corinne Vérizian-Lefeuvre et Sandrine Gorez-Brienne, Visions d’un Roubaix occupé : entre littérature et histoire